# Abatacept
Abatacept – lek biologiczny o działaniu immunosupresyjnym, rekombinowane rozpuszczalne białko fuzyjne składające się z zewnątrzkomórkowego fragmentu antygenu 4 związanego z ludzkim limfocytem T (CTLA-4) połączonego ze zmodyfikowanym fragmentem Fc ludzkiej immunoglobuliny IgG1. Abatacept blokuje cząstki CD80 i CD86 (związanie receptorów CD80/86) na powierzchni komórek prezentujących antygen. Działając w ten sposób moduluje kostymulujący wpływ białka CD28 na limfocyty T, w efekcie proces chorobowy zostaje spowolniony. Preparat jest zarejestrowany w Stanach Zjednoczonych i Unii Europejskiej do leczenia reumatoidalnego zapalenia stawów i młodzieńczego idiopatycznego zapalenie stawów. W przeprowadzonych badaniach klinicznych stwierdzano skuteczność abataceptu u pacjentów z reumatoidalnym zapaleniem stawów i z młodzieńczym idiopatycznym zapaleniem stawów, u których nie uzyskano poprawy po terapii lekami blokującymi TNF-α. Obecnie trwają badania badające skuteczność abataceptu w łuszczycowym zapaleniu stawów i toczniu układowym. Abatacept został wynaleziony w laboratoriach firmy Bristol-Myers Squibb; nazwa handlowa preparatu zawierającego lek to Orencia.

## Wskazania do stosowania
Abatacept jest stosowany u dorosłych pacjentów w leczeniu aktywnego reumatoidalnego zapalenia stawów o umiarkowanym lub ciężkim przebiegu. Zaleca się podawanie tego leku u tych chorych, u których występuje niewystarczająca odpowiedź na leczenie innymi lekami modyfikującymi przebieg choroby, w tym lekami hamującymi działanie TNF-alfa (czynnik martwicy nowotworów typu alfa). Abatacept podaje się też w przypadku nietolerancji innych leków wpływających na przebieg reumatoidalnego zapalenia stawów. Lek podaje się w monoterapii lub w skojarzeniu z innymi lekami modyfikującymi przebieg choroby, nie poleca się stosowania abataceptu z blokerami TNF-alfa i anakinrą. W trakcie leczenia abataceptem w skojarzeniu z metotreksatem potwierdzono w badaniach klinicznych zwolnienie procesu niszczenia stawów oraz polepszenie sprawności fizycznej.
Abatacept jest wskazany w leczeniu umiarkowanego do ciężkiego czynnego wielostawowego młodzieńczego idiopatycznego zapalenia stawów u pacjentów pediatrycznych w wieku 6 lat i starszych, u których stwierdzono niewystarczającą odpowiedź na inne leki przeciwreumatyczne modyfikujące przebieg choroby, w tym co najmniej jednego inhibitora TNF-α. Nie badano wpływu stosowania tego specyfiku u dzieci w wieku poniżej 6 lat.

## Przeciwwskazania
- nadwrażliwość na którykolwiek składnik preparatu zawierającego abatacept
- sepsa
- inne ciężkie zakażenia w tym oportunistyczne
- chorzy poniżej 18 roku życia, z wyjątkiem chorych na młodzieńcze idiopatyczne zapalenie stawów[9]

## Środki ostrożności
1. Nie zaleca się kojarzenia abataceptu z antagonistami TNF. W czasie zmiany leczenia pacjentów należy monitorować, czy nie występują u nich objawy zakażenia.
2. Substancja może wpływać na zdolności obronne organizmu przeciw zakażeniom i nowotworom złośliwym oraz może wpływać na odpowiedź na szczepienie. Nie należy stosować szczepionek zawierających żywe drobnoustroje w czasie stosowania abataceptu lub w okresie 3 miesięcy od jego odstawienia.
3. Przed rozpoczęciem leczenia, pacjentów należy poddać badaniom w kierunku występowania utajonej gruźlicy.
4. Leczenie przeciwreumatyczne wiąże się z uaktywnieniem wirusowego zapalenia wątroby typu B – przed rozpoczęciem leczenia należy wykonać badania.
5. Preparat zawiera maltozę, może zakłócać odczyt stężenia glukozy we krwi przez urządzenia, w których stosuje się testy paskowe z enzymem dehydrogenazą glukozową pirolochinolinochinonu (GDH-PQQ), powodując fałszywie zwiększony odczyt stężenia glukozy we krwi w dniu infuzji. Pacjentom wymagającym takiej kontroli należy polecić, aby rozważyli zastosowanie metod niereagujących na obecność maltozy, takich jak metody wykorzystujące dehydrogenazę glukozową dinukleotydu nikotynoamidoadeninowego (GDH-NAD), oksydazę glukozową lub heksokinazę glukozową.
6. Leku nie należy stosować w trakcie ciąży, o ile nie jest to bezwzględnie konieczne. Zaleca się stosowanie antykoncepcji u kobiet w wieku rozrodczym otrzymujących abatacept i w okresie 14 tygodni po zakończeniu terapii. Nie zaleca się karmienia piersią przez kobiety leczone abataceptem oraz w ciągu czternastu tygodni od zakończenia przyjmowania leku.

## Interakcje
W badaniach klinicznych (kontrolowanych placebo) u pacjentów otrzymujących w skojarzeniu antagonisty TNF i abatacept obserwowano liczbę zakażeń większą niż u pacjentów leczonych tylko antagonistami TNF. Jednoczesne podawanie abataceptu z biologicznymi środkami immunosupresyjnymi lub immunomodulacyjnymi może nasilać działania preparatu na układ odpornościowy. Lek może osłabić skuteczność niektórych szczepień.

## Działania niepożądane
Podczas leczenia abataceptem bardzo często występuje ból głowy, często wtórne nadciśnienie tętnicze, hipertransaminazemia, ból brzucha, nudności, biegunka, dyspepsja, kaszel, wysypka, zapalenie oskrzeli, infekcja górnych dróg oddechowych, katar, opryszczka, zakażenie dróg moczowych, osłabienie. Rzadziej pojawia się hipotensja, wzrost masy ciała, zaburzenia rytmu serca, małopłytkowość, leukopenia, parestezje, zawroty głowy, zaburzenia widzenia, zapalenie spojówek, zapalenie błony śluzowej żołądka, afty w jamie ustnej, bóle stawów, łysienie, suchość skóry, grzybica paznokci, zakażenia skóry, rak podstawnokomórkowy skóry, zaburzenia miesiączkowania u kobiet, depresja, lęki.

## Dawkowanie
Leczenie powinno być rozpoczęte i nadzorowane przez lekarzy specjalistów, doświadczonych w rozpoznawaniu i leczeniu RZS. Lek podaje się dożylnie po rozpuszczeniu oraz rozcieńczeniu w dawkach zależnych od masy ciała.

Zalecana dawka wynosi ok. 10mg/kg masy ciała we wlewie dożylnym trwającym 30 minut. Kolejne dawki należy podać po 2 i 4 tygodniach od pierwszego wlewu, a następnie co 4 tygodnie.

## Preparaty
Dostępne w Polsce:
- Orencia (Bristol-Myers Squibb Pharma EEIG) – proszek do przygotowania koncentratu do sporządzenia roztworu do infuzji, 250 mg w fiolce i strzykawka.